# Mesapamea mixta
Mesapamea mixta là một loài bướm đêm trong họ Noctuidae.